# 堀広輝
堀 広輝（ほり ひろき、1995年9月20日 - ）は、岐阜県岐阜市出身のハンドボール選手。日本ハンドボールリーグの豊田合成所属。

## 経歴
岐阜市立陽南中学校時代はヴァルト岐阜でプレーし、2010年の第19回JOCジュニアオリンピックカップで優秀選手賞を受賞した。
中学卒業後は岐阜市立岐阜商業高等学校へ進学。2011年は日本代表U-16に選出された。
高校卒業後は筑波大学へ進学。2014年は第14回男子ジュニアアジア選手権の日本代表U-21に選出された。
2015年は第20回男子ジュニア世界選手権の日本代表U-21に選出。
2016年は第23回世界学生選手権の日本代表U-24に選出された。
2017年は第5回U-22東アジア選手権の日本代表に選ばれた。同年の関東学生ハンドボール・春季リーグでは優秀選手賞を受賞。
2018年に日本ハンドボールリーグの豊田合成へ加入。7月に第24回世界学生選手権の日本代表U-24に選出された。

## 詳細情報

### 年度別成績
| 年       | チーム   | 試合 | フィールド 得点 | 率   | 7m  | 合計  | 警告 | 退場 | 失格 |
| -------- | -------- | ---- | --------------- | ---- | --- | ----- | ---- | ---- | ---- |
| 2018-19  | 豊田合成 | 22   | 24/44           | .545 | 0/0 | 24/44 | 0    | 0    | 0    |
| JHL：1年 | JHL：1年 | 22   | 24/44           | .545 | 0/0 | 24/44 | 0    | 0    | 0    |

### JHLプレーオフ
| 年      | チーム   | 試合                       | フィールド 得点 | 率    | 7m  | 合計 | 警告 | 退場 | 失格 |
| ------- | -------- | -------------------------- | --------------- | ----- | --- | ---- | ---- | ---- | ---- |
| 2018-19 | 豊田合成 | トヨタ車体戦 (2ndステージ) | 1/1             | 1.000 | 0/0 | 1/1  | 0    | 0    | 0    |

### 記録

#### 日本ハンドボールリーグ
- フィールドゴール初得点：2018年9月29日、対トヨタ車体戦（豊田合成アリーナ）[10]

### 背番号
- 15 (2018年 - )

## 代表歴

### 日本代表U-24
- 世界学生選手権 (2016年・2018年)

### 日本代表U-22
- U-22東アジア選手権 (2017年)

### 日本代表U-21
- ジュニア世界選手権 (2015年)
- ジュニアアジア選手権 (2014年)

### 日本代表U-16
- 日韓スポーツ交流 (2011年)